# Grande peste de Londres
La grande peste de Londres de 1665 (en anglais : the Great Plague) est une épidémie de peste bubonique qui frappa la ville de Londres en Angleterre et fit environ 75 000 morts (peut-être même 100 000), soit environ 20 % de sa population.
C'est la dernière grande épidémie de peste du Royaume-Uni. Elle constitue une étape marquante dans l'avènement d'une pensée épidémiologique moderne. Avec la grande peste de Marseille de 1720, elle représente aussi l'émergence d'une gestion épidémique menée à l'échelle d'une nation (politique de santé publique menée par un pouvoir central).

## Contexte et précédents
Fondée par les Romains, avec toutes les routes qui y mènent, Londres est toujours, au XIVe siècle, le centre politique, culturel et commercial de l'Angleterre. La ville comptait alors près de 50 000 habitants occupant le territoire actuel de la City (Cité de Londres), 30 000 à 40 000 autres personnes vivent dans des petites villes ou villages environnants.
La grande peste noire médiévale touche Londres vers l'automne 1348, par la route et par trafic fluvial, causant la mort de près de 40 % de la population. La peste est attribuée aux mauvaises odeurs (pestilences) par les contemporains. Le roi Édouard III ordonne de nettoyer et d'assainir la ville en 1349 et en 1361.
Comme les autres villes européennes, Londres se repeuple rapidement par déplacement de population d'origine rurale environnante. La peste revient 18 fois entre 1369 et 1485 (au moins 27 années de peste durant cette période). La population ne retrouve son niveau d'origine (50 000 habitants) que vers le début du XVIe siècle, lors d'un repeuplement d'une épidémie plus forte (1498-1500).

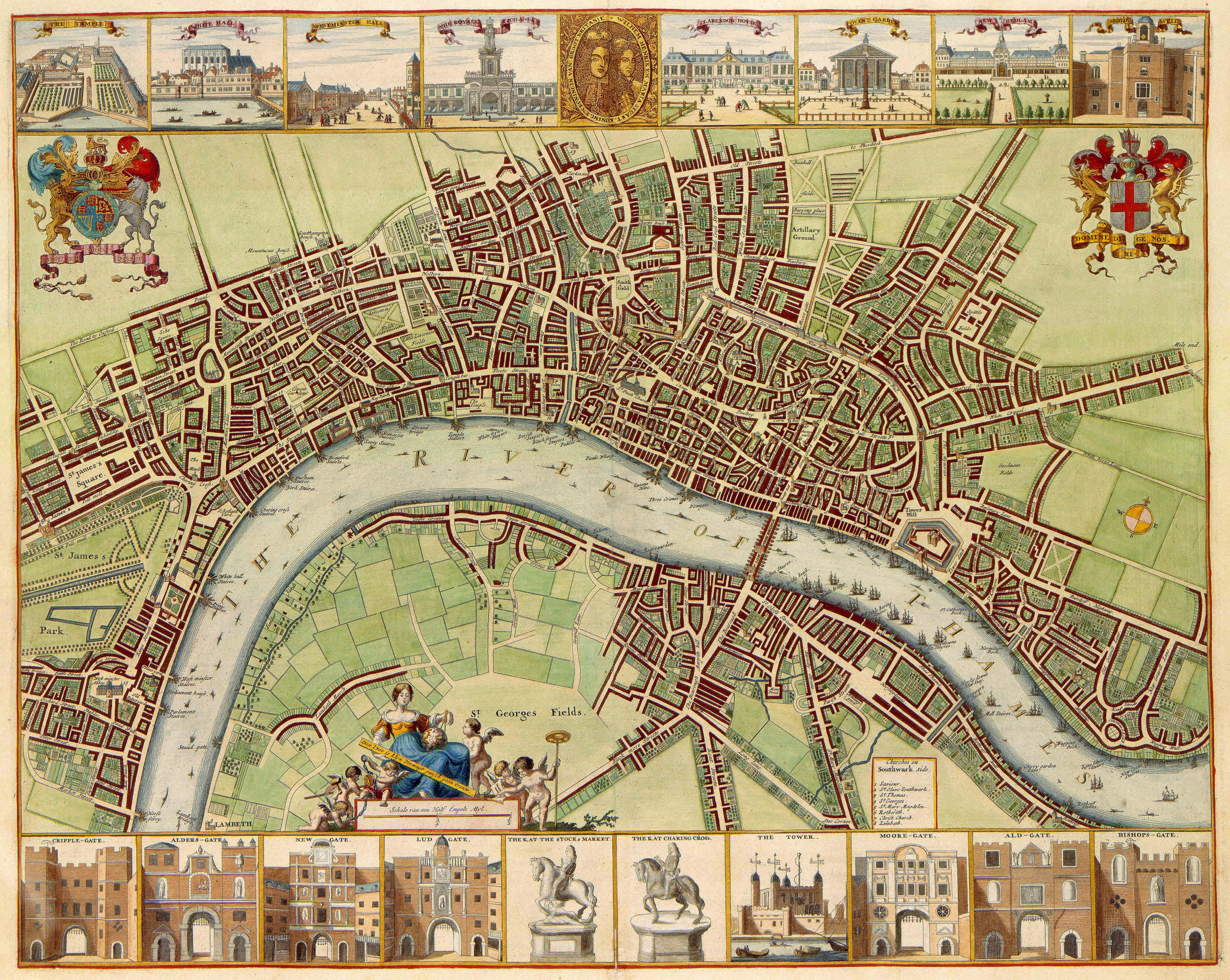
Carte de Londres, du XVIIe siècle, par Wenceslas Hollar (1607-1677).

Au XVIe siècle, Londres connait une croissance démographique, jusqu'à 200 000 habitants, malgré la présence permanente de la peste, qui frappe plus ou moins selon les années (cycle irrégulier, décennal approximatif), l'épidémie la plus longue étant celle de 1543-1548.  
Il n'existe pas de mesures nationales règlementaires contre la peste avant 1518. Les autorités de Londres prennent alors diverses mesures : adoption d'un registre de cause de décès (1519), fondations de nouveaux hôpitaux et cimetières, règlementations diverses : nettoyage des rues, fermeture des théâtres en période épidémique, enfermement chez eux des malades pauvres, signalement des maisons infectées par une botte de paille suspendue devant une fenêtre, etc,.
En 1578, toutes ces mesures sont rassemblées dans les Royal Plague Orders. Cette publication ne représente qu'une collection de dispositions de toutes sortes qui ont été prises en situation épidémique. Elle reste en vigueur, à peu près inchangée, jusqu'en 1665. Elle apparait comme rudimentaire par rapport aux règlements européens, plus cohérents et plus rigoureux, de la même époque, à l'exception de la quarantaine maritime, strictement appliquée par la Royal Navy à partir de 1580.
Au XVIIe siècle, les épidémies londoniennes de peste se poursuivent, dont celles de 1604-1610 (près de 15 000 décès) et de 1629-1636 (plus de 12 000 morts).
Cette situation suscite une riche littérature critique, sociale ou politique, morale ou religieuse, comme celle de Thomas Dekker (1572-1632) auteur de plusieurs pamphlets de peste (de 1603 à 1630), de William Winstanley (1628-1698) The Christians Refuge (1665), ou de Robert Boyle (1627-1691) The Plague of London from the Hand of God (1665) .
L'œuvre dominante est celle de Daniel Defoe (1660-1731) qui publie en 1722 A Journal of the Plague Year à propos de la plus grande épidémie de peste de Londres, celle de 1665-1666, qui sera aussi la dernière épidémie de peste de cette ampleur en Angleterre.

## Déroulement

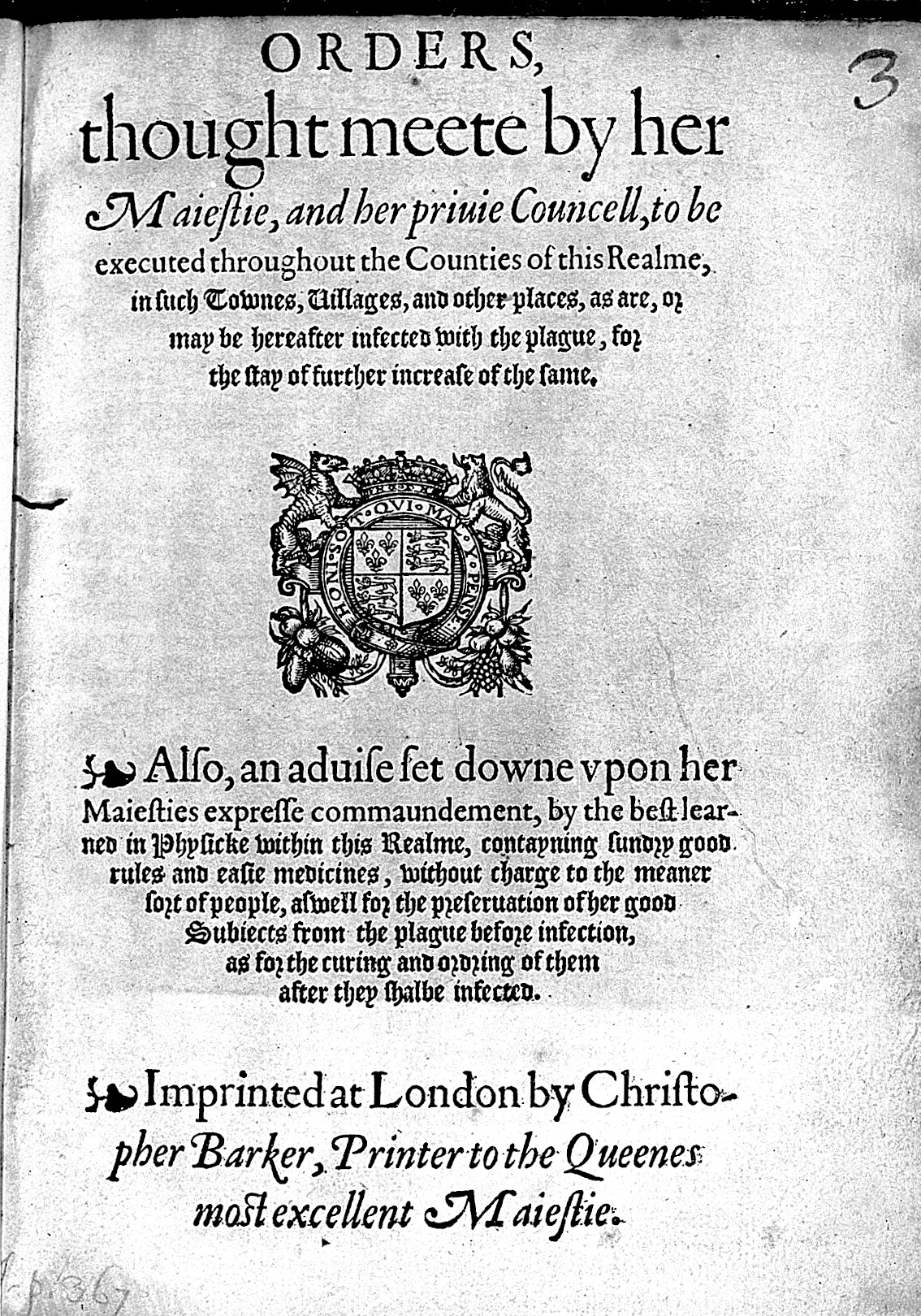
Plague Orders ou mesures à prendre en situation de peste.

De 1649 à 1664, la peste à Londres connait une accalmie : durant cette période le registre des causes de décès note au maximum jusqu'à 36 morts de peste par an. Il s'agit d'épisodes très minimes de peste que les contemporains, notamment en France, appellent « séminaires de peste », et correspondant (d'un point de vue moderne) à un état semi-endémique, de bénignité relative.

### Origine
Les autorités anglaises sont alertées dès 1663 par une épidémie de peste qui frappe Amsterdam. Les fermetures portuaires et les quarantaines maritimes sont d'autant plus rigoureuses que les Pays-Bas sont en guerre contre l'Angleterre en mars 1665 (Deuxième guerre anglo-néerlandaise).
Les contemporains attribuent la peste de Londres à des importations provenant de Hollande : lots de fourrure, ou ballots de soie selon les auteurs. Les historiens sont partagés : les uns penchent plutôt pour une hypothèse enzootique locale, à cause de la quarantaine et du fait que l'épidémie débute en périphérie de la ville et non près du port, d'autres pour une enzootie par importation, la quarantaine pouvant être contournée pour les besoins immédiats de la famille royale ou de la Royal Navy.

### Début
La peste commença par frapper les milieux les plus pauvres en passant relativement inaperçue au départ. Une première victime, Margaret Ponteus, ou Ponteous, est enregistrée par la paroisse de Saint Paul Covent Garden le 12 avril 1665, mais les premiers cas ne sont publiés dans les Bills of Mortality (publication hebdomadaire) qu'à partir de la première semaine de mai,.
Le principal témoin historique de la peste de 1665 est Samuel Pepys (1633-1703),  administrateur de la Royal Navy, chargé du ravitaillement, et qui tenait son journal personnel The Diary of Samuel Pepys. Selon lui, la présence de la maladie n'est connue des autorités que le 30 avril.

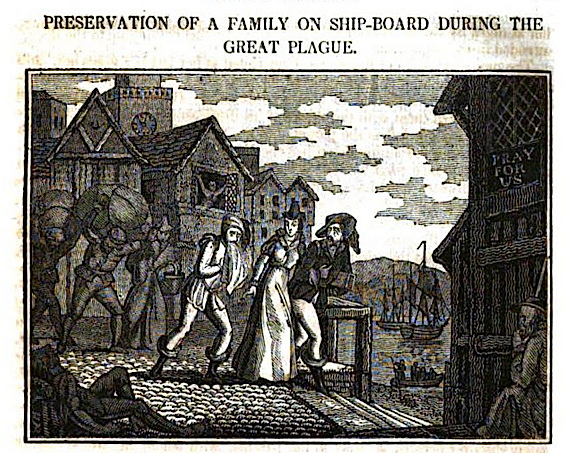
Une famille quitte Londres en s'embarquant sur la Tamise.

Le 12 mai, un comité d'urgence, le Privy Council Committee décide d'appliquer les Plague Orders, en particulier : isolement par des gardes des paroisses touchées et des maisons suspectes, réouverture des pest houses (lazarets), nettoyage des rues et élimination des animaux errants en ville.
La fin mai et le début juin sont inhabituellement chauds, et malgré les mesures prises, le nombre de morts continue d'augmenter. Lors de la première semaine de juin 1665, on compte près d'une centaine de morts de peste (soit le triple du maximum annuel des années précédentes), la semaine suivante enregistre 267 décès. 
À partir de la mi-juin, les personnes en bonne santé et qui en ont les moyens, s'enfuient de Londres par milliers. Les plus riches se réfugient dans leurs résidences secondaires, les autres en allant habiter chez des amis ou chez leur famille, à l'extérieur de la ville.[réf. nécessaire]
Le 29 juin, la Cour Royale de Justice quitte Westminster pour Syon House, puis le 9 juillet pour Hampton Court, et deux semaines après pour Salisbury, elle s'établira finalement à Oxford en septembre 1665 (jusqu'à fin janvier 1666). La famille royale quitte la ville dès juillet 1665 et ne revient à Londres qu'en février 1666.

### Pic et terminaison

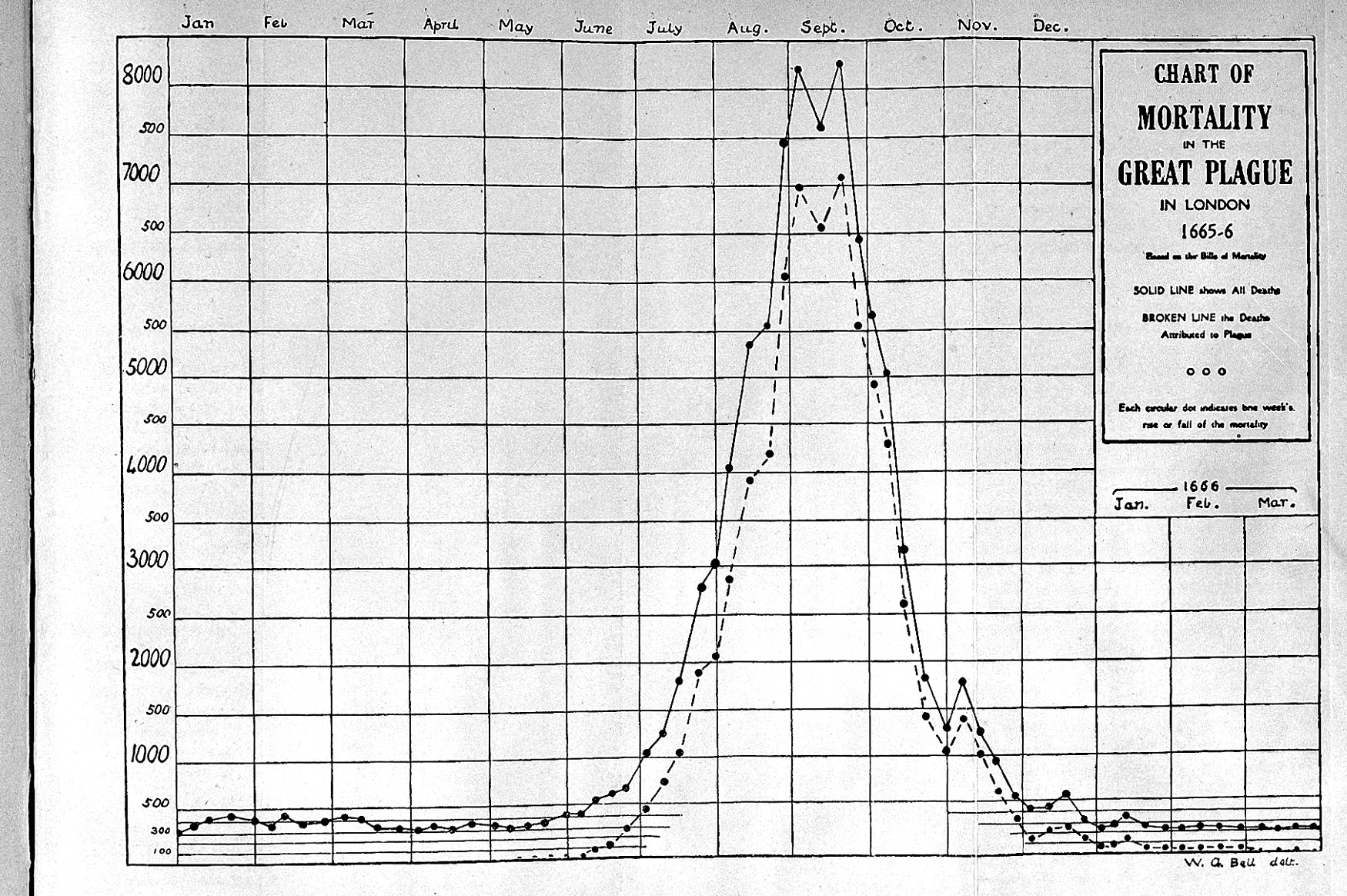
Courbes de mortalité, Londres (janvier 1665-mars 1666). L'ensemble des décès est en ligne continue, et les décès par peste en ligne brisée.

Ne restent en ville que les mendiants, les pauvres, les domestiques et les apprentis, le plus souvent abandonnés à leur sort par leurs maîtres. Par ironie de l'histoire, ces derniers peuvent se retrouver eux-mêmes en terrain hostile, car ils ne sont pas toujours les bienvenus par peur de la contagion.
En juillet, le Lord Maire ordonne d'enlever les carcasses de chats et de chiens « et autres vermines » qui encombrent la ville, le massacre des animaux errants des rues faisant partie des mesures contre la peste à Londres depuis 1563. Au printemps 1666, le dogcatcher (employé municipal chargé des chiens errants) sera crédité d'avoir tué 4 380 chiens, ce qui revient à éliminer un important prédateur des rats.
Au cours de l'été, le nombre de victimes continue d'augmenter, de 350 par semaine jusqu'à un pic de 8 000 victimes durant une seule semaine de septembre. La ville apparait comme dévastée, avec ses rues vides et ses boutiques closes.
Fin septembre, la peste décroit pour disparaître fin novembre. Dès décembre 1665, des londoniens enfuis commencent leur retour qui devient massif en janvier 1666. Des cas de peste, beaucoup moins nombreux (1800 décès), surviennent en 1666, le plus souvent au printemps.

## Gestion
Parmi les officiels qui restent en ville pour assurer l'essentiel, on trouve outre Samuel Pepys, George Monk (1608-1670) amiral, et Sir John Lawrence (mort en 1691) lord-maire de Londres. Ils se chargent du maintien de l'ordre public (sécurité et propriété), de la recherche des malades et de leur isolement. Cependant ce sont les administrateurs de niveau paroissial qui font l'essentiel du travail (enfermer les malades, enterrer les morts, noter et enregistrer). Les ressources des paroisses de Londres sont gérées par l'Évêque de Londres.
Comme sur le continent, l'application de ces mesures ne dépend pas des médecins, mais des juges (justice de paix au Royaume-Uni). L'originalité anglaise est une combinaison de pouvoir politique central et un financement local géré par les paroisses (Poor Laws).
Les Anglais, comme le reste de l'Europe, voient la peste comme une punition divine pour les péchés de la communauté tout entière. La peste est une dreadful visitation, la visite redoutée d'une vieille connaissance qui vient discuter à domicile. Toutefois le conflit ou l'interférence entre autorités civiles et religieuses est moindre qu'en Europe catholique, car l'Église anglicane a aboli le culte des saints, et la procession de reliques est considérée comme une idolâtrie.

### Malades

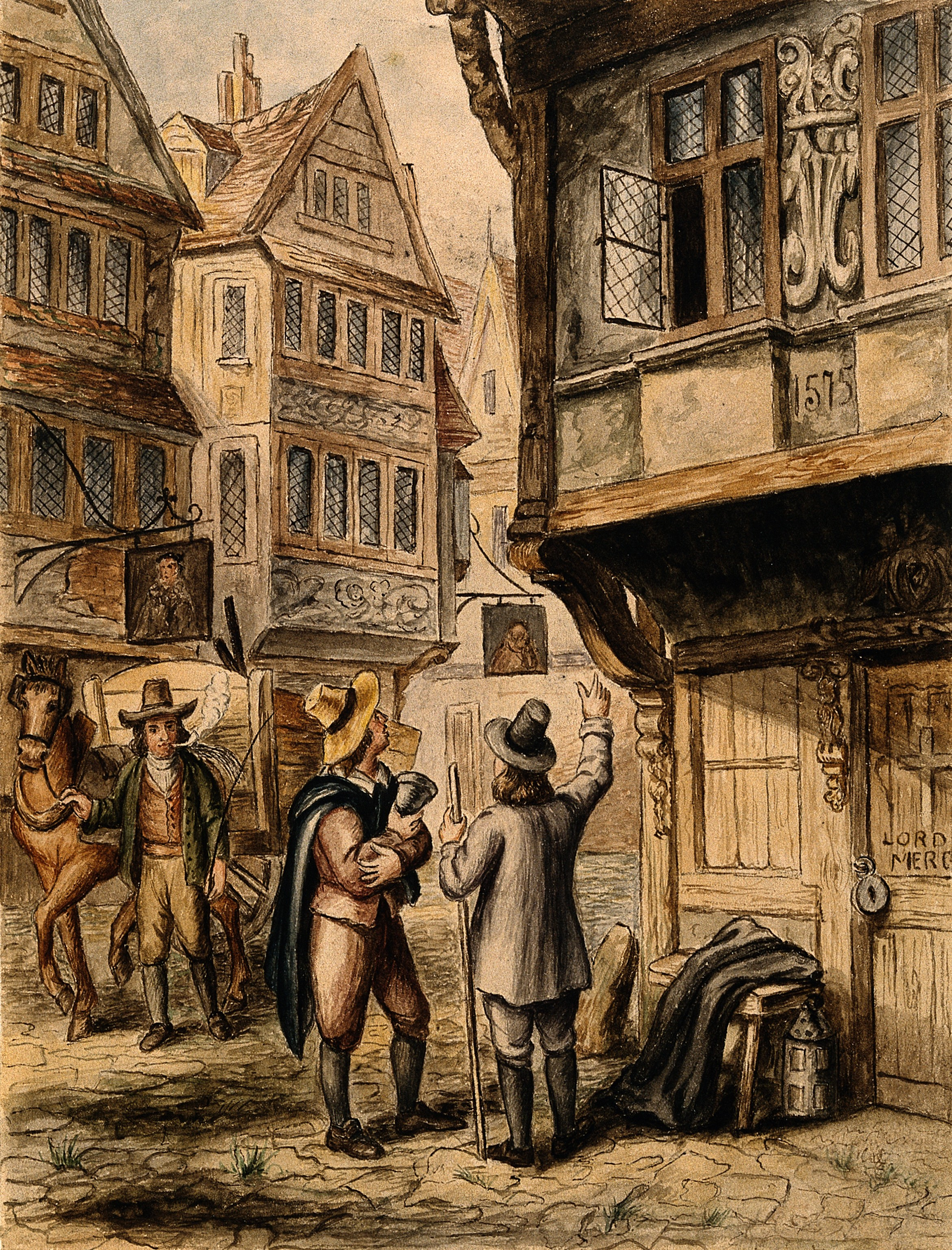
Un tombereau vient emporter un cadavre à passer par la fenêtre, sur la porte on peut lire le début de l'inscription Lord have mercy.

Les victimes de la peste sont enfermées chez elles et, pour éviter tout contact avec l'extérieur, leurs familles sont enfermées à leur côté, même lorsque les membres de ces familles sont sains. Une croix rouge ou blanche, ou l'inscription Lord have mercy « Seigneur prends pitié » sont dessinées ou marquées sur la porte des contaminés.   
Il existe aussi des pest houses (en français lazaret), établissements d'isolement des pestiférés surtout répandus en Europe du Sud depuis le XIVe siècle. En Angleterre, les premières pest houses apparaissent après l'épidémie de peste de 1603 à Oxford, Newcastle et Windsor, sur ordre du roi Jacques Ier. Londres n'avait que quelques « cabanes dans les champs » lors de l'épidémie de 1625. En 1665, Londres dispose de cinq pest houses ne pouvant recevoir au total que 600 malades.   
Une pest house ne fonctionnait qu'en situation épidémique, marquant ainsi le fait que les autorités reconnaissaient la présence de la peste. En Angleterre, le financement des pest houses provient d'une taxe paroissiale. Le fonctionnement et la vie quotidienne dans ces établissements transitoires font l'objet de sévères critiques.  En mai 1666, sous la pression de l'opinion publique cultivée, les autorités royales décident d'épargner autant que possible la famille d'un malade destiné à être enfermé dans une « pest house ».   

### Morts et mourants
Les victimes de peste meurent dans diverses circonstances. Ceux qui ont une famille, qui meurent à l'hôpital ou qui appartiennent à une communauté religieuse sont le plus souvent enterrés par les proches ou des professionnels. Mais beaucoup meurent seuls ou abandonnés, leurs cadavres se trouvent dans les maisons, dans les fossés, ou dans les rues. Dans les pays catholiques, ceux qui recherchent les morts et assistent les mourants sont le plus souvent des moines (frères mendiants comme les capucins).    
En Angleterre anglicane, depuis 1578, les paroisses attribuent cette fonction de « chercheur de morts (en) » à de vieilles femmes pauvres  contre un salaire modique. Elles sont chargées d'examiner les cadavres, de déterminer la cause du décès, et du signalement aux autorités.    
Ce système anglais fait l'objet de critiques depuis son origine. Ces femmes sont accusées d'amateurisme, suspectées de fraude, vol, voire de meurtres. En 1720, le médecin anglais Richard Mead (1673-1754) demande que les « vieilles femmes ignorantes » soient remplacées par des « hommes sérieux et instruits »,. Le système de chercheurs pour signaler la cause du décès se poursuivit jusqu'en 1836.   
En septembre 1665, les enterrements de masse en fosse commune apparaissent dans des paroisses de la banlieue de Londres.

## Moyens de protection
Durant l'épidémie de 1665, les principaux moyens de protection furent le feu, le tabac et le vinaigre.

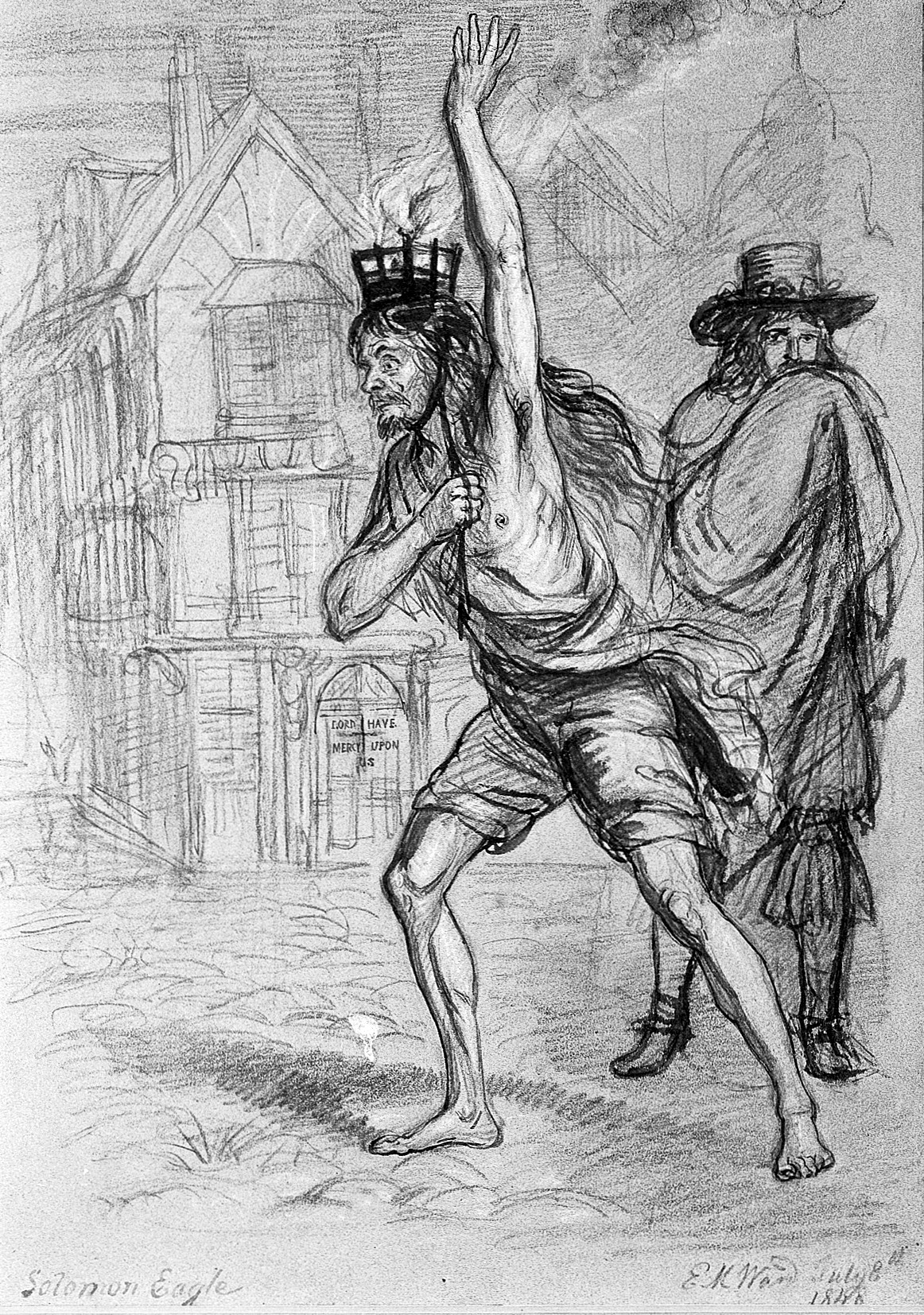
Solomon Eccles avec son brasero sur la tête, dans les rues de Londres en 1665.

### Feux
Des feux de plein air, ou des braseros, auxquels on peut ajouter des bois ou plantes aromatiques, sont placés dans les rues de façon à purifier l'atmosphère des miasmes de la peste, selon un ordre royal datant de 1578.
Durant la peste de 1665, un personnage devient célèbre : il parcourait les rues de Londres, à demi-nu, un brasero sur la tête, en appelant à la repentance. C'était un quaker, nommé Solomon Eccles (en)(1618-1682) ou Eagles, et connu aussi comme compositeur de musique. 

### Tabac
Le tabac est introduit d'Amérique en Europe entre 1556 et 1565. Comme les autres plantes du Nouveau-Monde, on lui prête de nombreuses vertus médicinales. Le médecin hollandais Isbandis de Diemerbroeck (1609-1674) fait du tabac le meilleur préservatif contre la peste, lors de l'épidémie de Nimègue de 1635-1636.
À la différence d'autres fumigations, grâce à la pipe, le tabac peut être fumé près de la figure, ce qui la protège mieux tout en libérant les deux mains. La pipe est un moyen très commode pour les ramasseurs et fossoyeurs de cadavres. Le tabac peut aussi être mâché, prisé, ou pris en potion (en poudre dans du vin, pour servir d'émétique). 
Le 7 juin 1665, Samuel Pepys note dans son journal qu'il se sent obligé d'acheter du tabac devant la menace. Cette année-là les autorités rendent le tabagisme obligatoire pour les écoliers, et les élèves du collège d'Eton qui refusent de fumer sont fouettés,.
Un dépôt de pipes a été découvert lors du percement de la ligne de métro de Picadilly, à proximité d'une fosse commune de la peste de 1665.

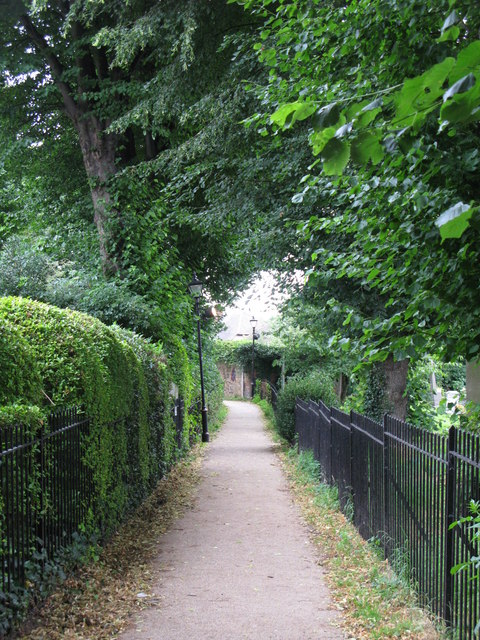
Vinegar Alley, près de l'église St Mary, à Walthamstow.

### Vinaigre
Dans le Cautionary Rules for Preventing the Sickness (Règles de précaution pour éviter la maladie), publié à Londres en 1665, se trouve la recommandation de diffuser dans la pièce où l'on vit des vapeurs basées sur le vinaigre, l'eau de rose, et d'autres plantes aromatiques.
Il existe toujours dans la banlieue de Londres, une Vinegar Alley (Allée du vinaigre) située à Walthamstow, à proximité de l'église St Mary, où se trouverait une fosse commune de la peste de 1665. Ce nom proviendrait du vinaigre alors utilisé en grande quantité pour assainir le sol.

## Réponses médicales

### Institutions et personnel soignant
Au XVIIe siècle, la monarchie anglaise dispose de nombreux médecins de Cour, attachés à la famille royale. Durant la peste de 1665, trois des médecins personnels de Charles II sont restés à Londres pour soigner les pauvres, les trois ont survécu.

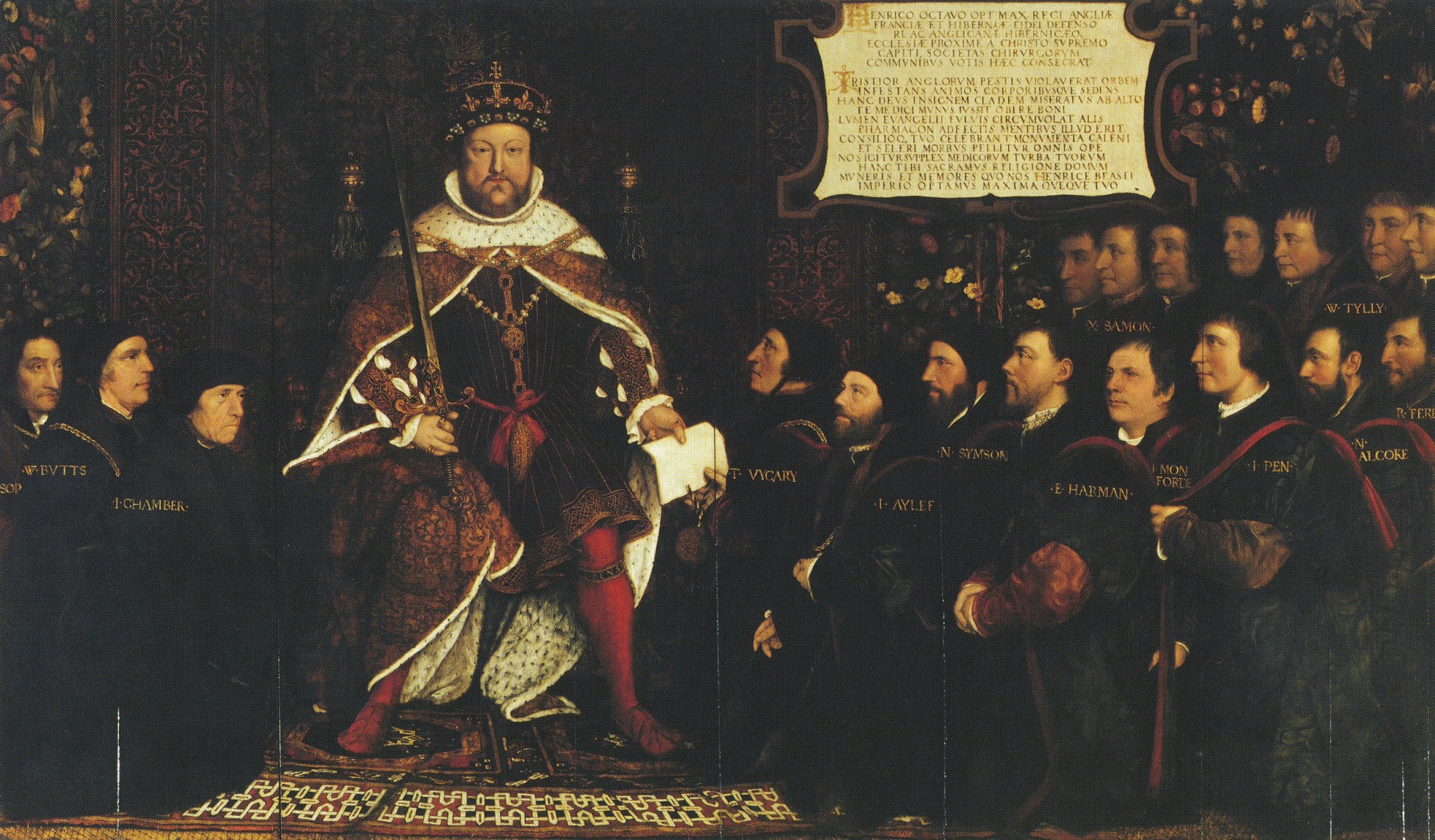
Henri VIII réunissant les chirurgiens et les barbiers de Londres en une seule compagnie en 1540, qui seront à nouveau séparés en 1745, par Hans Holbein le Jeune (1497-1543).

La Royal Society ou Royal Society of London for the Improvement of Natural Knowledge, fondée en 1660, représente l'élite savante du royaume.
Le Collège des médecins de Londres est fondé en 1518, sur le modèle des villes d'Italie. En 1600, il compte une cinquantaine de médecins licenciés, auxquels il faut ajouter une centaine de chirurgiens, une centaine d'apothicaires et près de 250 praticiens non licenciés (nurses, matrones et sages-femmes non incluses).
Depuis 1540, existe à Londres une Compagnie de Barbiers-Chirurgiens, au nombre de 263 en 1641. Beaucoup plus nombreux que les médecins licenciés, ils apparaissent indispensables en temps de peste pour leurs contemporains : identifier les malades, pratiquer les saignées, les incisions et les cautérisations. 
L'Angleterre de la Renaissance refuse les femmes chirurgiens par crainte des sorcières, contrairement à l'Italie (Naples, Venise...) où des femmes et filles de barbier-chirurgien peuvent exercer comme telles depuis le XIVe siècle. Cependant en période de peste, les barrières s'estompent, les autorités font appel à elles, pour les interdire à nouveau en période normale.
La plupart de la population de Londres utilise les services des barbiers-chirurgiens et des apothicaires, plus nombreux, moins chers et plus accessibles que les médecins. Même à Londres, et comme à la campagne, il est habituel de se soigner soi-même ou de recourir à des soignants empiriques ou illégaux.  
Les femmes, absentes des milieux académiques et des professions règlementées, jouent un rôle important, y compris pour les maladies graves, pour soigner la famille ou les voisins. Elles sont chargées de tous les problèmes liés à la naissance et à la médecine domestique, sans avoir les moyens de partager ou faire connaître leur savoir ou expérience. La médicalisation masculine de ces domaines débute en Angleterre à partir de la fin du XVIIe siècle,.

### Théories et pratiques
Nathaniel Hodges (en) (1629-1688), du Collège des médecins de Londres, est un représentant du galénisme traditionnel. Lors de la peste de 1665, il fait partie d'un comité d'urgence mis en place, composé de deux médecins, deux conseilleurs municipaux et deux shérifs. Il reconnaît les limites de la médecine et, pour combattre l'épidémie, il se fait l'avocat de quarantaines strictes, de mesures sévères contre les criminels et contrevenants, de contrôle ou d'interdiction des drogues dangereuses ou mortelles. 

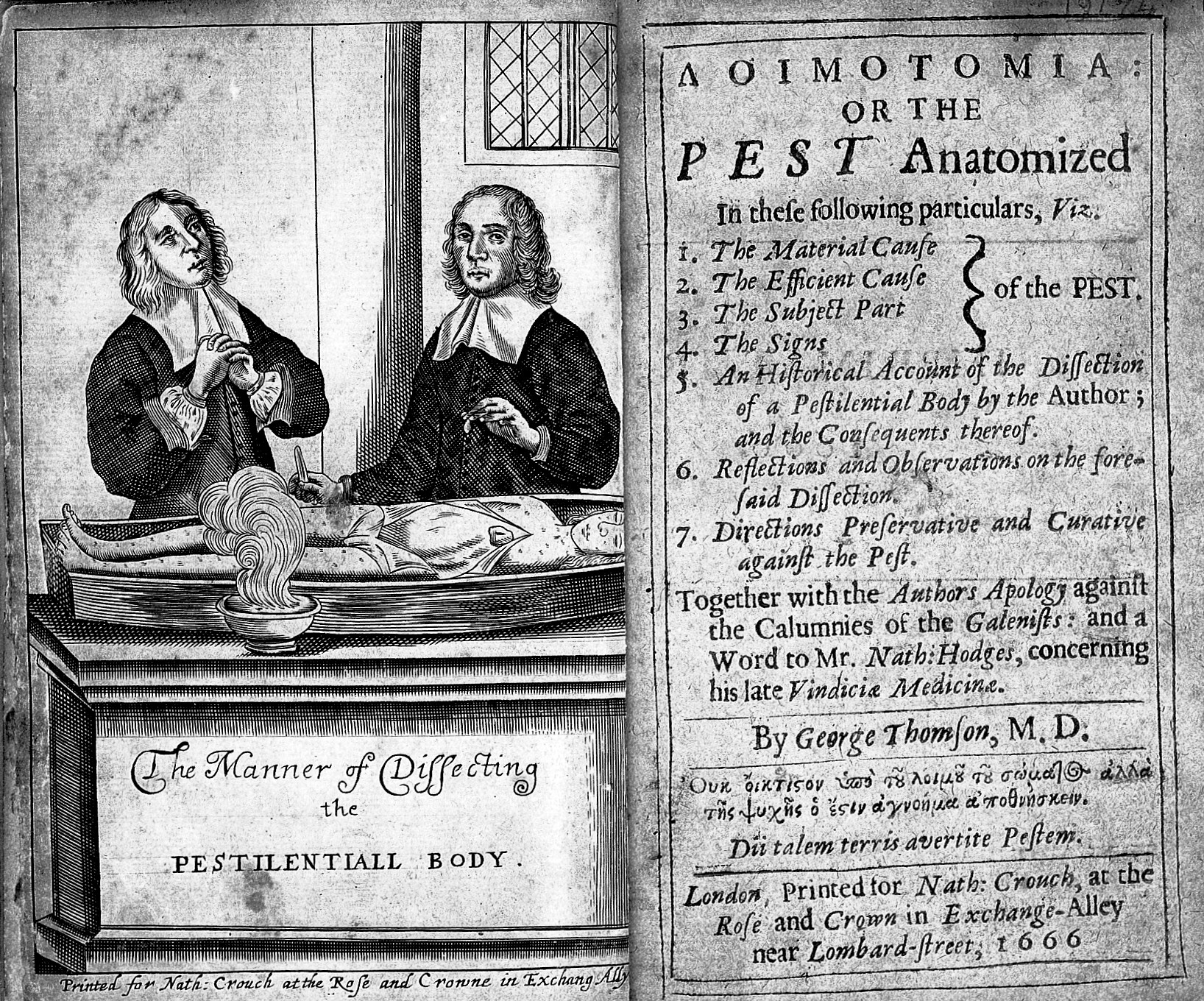
Loimotomia, ou le manuel de dissection des pestiférés, publié à Londres en 1666.

En 1672, il publie son expérience, ses observations et ses conclusions, d'abord en latin puis en anglais, dans Loimologia ; or, Historical Account of the Plague in London in 1665 : with Precautionnary Direction against the like Contagion. Il est traduit et publié en français en 1720, lors de la peste de Marseille. Il est aussi la source principale de Daniel Defoe pour son A Journal of the Plague Year (1722).
Hodges fait une synthèse entre la théorie humorale, la théorie des miasmes, et Athanasius Kircher (1602-1680) qui avait vu des « animalcules » dans le sang des pestiférés. Il limite la discussion aux « causes naturelles et évidentes », en écartant l'astrologie, les superstitions et les peurs, qui mènent à des mesures prises dans la panique ou le désespoir. Son ouvrage fait partie des textes précurseurs dans l'histoire de la santé publique.
Robert Boyle (1627-1691), de la Royal Society,  considère le corps humain comme une « machine chimique ». La peste se manifeste par des corpuscules morbifiques, effluves qui émanent du corps des pestiférés. Ces corpuscules sont absorbés par les pores de la peau des sujets sains. Pour s'en défendre, il faut porter sur soi d'autres effluves similaires qui bloquent les pores et empêchent la pénétration des particules pesteuses.
Le plus grand médecin anglais de cette période, Thomas Sydenham (1624-1689) surnommé « l'Hippocrate anglais », est à Londres en 1665. Au début de l'épidémie, il reste à Westminster pour soigner les pauvres, avant de s'enfuir avec sa famille, il est aussi l'un des premiers à revenir. Il publie son expérience sous le titre de Method of Curing Fevers Based on His Own Observations (1666).
Sydenham prend ses distances avec le galénisme. Il rejette l'astrologie pour se consacrer à l'observation clinique et aux conditions d'environnement, à la manière d'Hippocrate. La peste est due à un changement caché de l'atmosphère à partir de putréfactions. Sa pratique est celle de son temps : régime alimentaire « rafaîchissant », purgation, sudation et saignée, mais il la justifie en précisant : « Je ne propose rien d'autre que ce que j'ai personnellement essayé ».
L'apport principal de Sydenham est clinique : il distingue plus finement diverses maladies fébriles, mais faute d'en connaître les causes, il conclut à tort que, en situation épidémique, toutes les maladies tendent à se transformer en une même maladie dominante. La réputation de Sydenham fait que cette notion persistera jusqu'à la fin du XIXe siècle.

### Remèdes

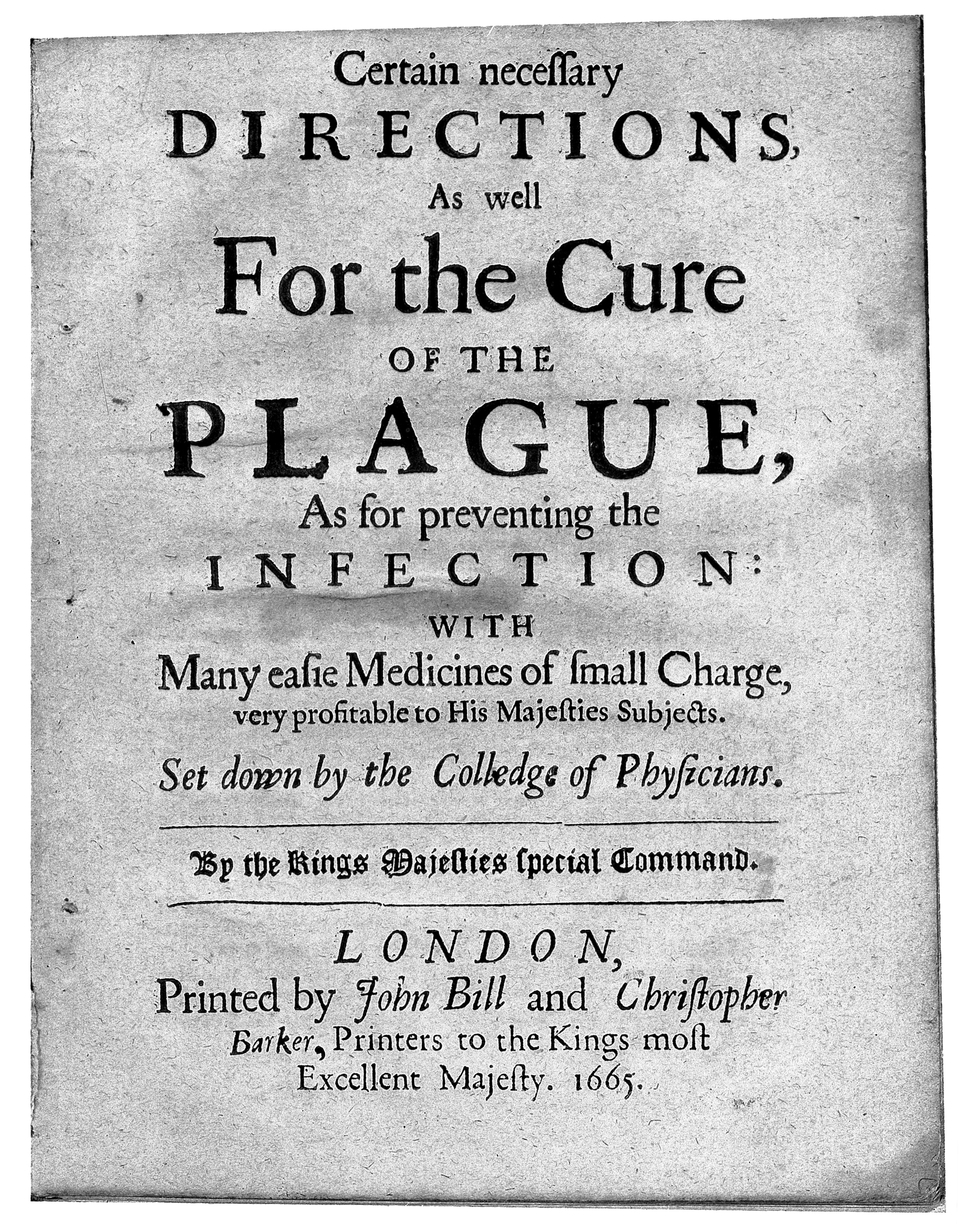
Recommandations contre la peste, par le Collège des médecins de Londres, en 1665.

Pour corriger le déséquilibre humoral provoqué par la peste, les médecins disposent de produits « froids » (vinaigre, concombre...) et « chauds » (ail, gingembre...), d'autres sont « humidifiants » ou « asséchants ». Il existe d'innombrables recettes contre la peste, de composition variable parfois secrète. 
En Angleterre, le Statute of Monopolies de 1624 protège par exemple le secret des Anderson's Scots Pills (pilules écossaises d'Anderson) et de la Countesse of Kent's Powder (poudre de la Comtesse du Kent). En 1720, le Régent de France Philippe d'Orléans fait acheter une  de ces recettes secrètes pour la distribuer lors de la peste de Marseille, où elle aura peu d'effets.
La thériaque est un contre-poison universel (composé de plusieurs dizaines d'antidotes présumés) datant de l'Antiquité. En Europe, la thériaque de Venise est réputée comme la meilleure. En 1626, le Collège des médecins de Londres décide que la vipère n'a pas besoin d'entrer dans la composition, en donnant la préférence au mithridatum, une forme de thériaque à plus forte teneur en opium.
Le poison pesteux est évacué médicalement par émétiques, purgatifs... ; chirurgicalement par saignées, ou des bubons mûrs par incision et cautérisation.
En 1665, le Collège des médecins de Londres recommande de plumer le croupion d'un poulet ou d'un pigeon vivant, et d'appliquer l'anus du volatile sur le bubon pesteux de façon à aspirer le poison (les poisons du cloaque attirant le poison pesteux par sympathie). Selon le même principe, divers ingrédients (herbes, bézoard, peau séchée de crapaud, minéraux – arsenic, antimoine...–)  sont placés en onguent sur la peau, ou en sachet suspendu à un ruban ou un collier.

## Impact

### Extension et durée

#### En Grande-Bretagne
La peste affecte également d'autres régions anglaises. Des cas sont encore signalés en 1667 dans quelques villes comme Nottingham, avec une dernière alerte douteuse à Winchester en 1668.

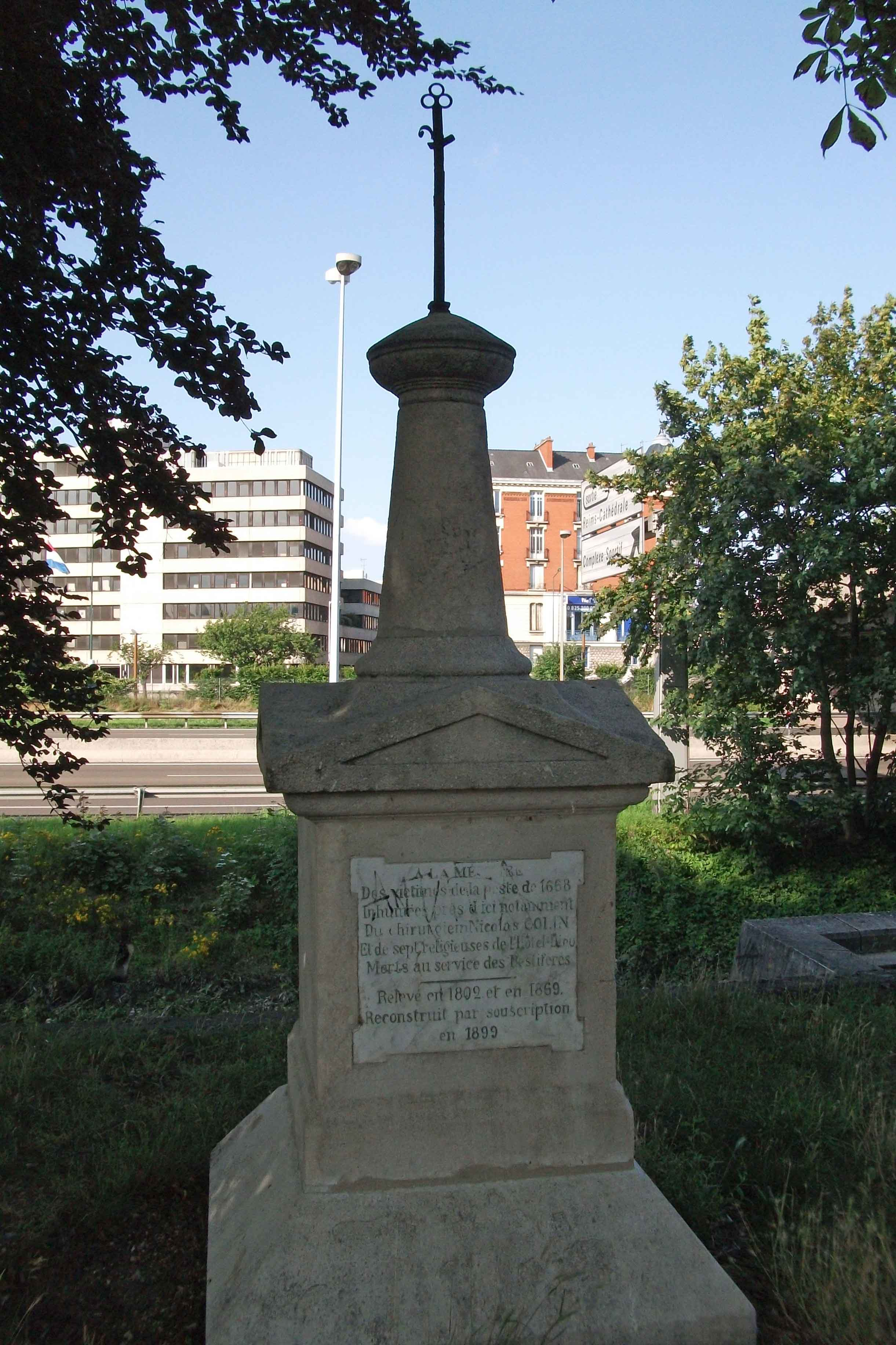
Stèle à la mémoire des victimes de la peste de 1668 à Reims, indiquant la proximité d'une fosse commune.

Des petits villages ont perdu de 40 à 75 % de la population. Ce serait le cas du village d'Eyam : 241 décès sur 350 habitants en 14 mois, mais des études plus récentes estiment que cette population était plus proche de 700 au début de l'épidémie. Les habitants, touchés par la peste en 1665, se seraient mis d'eux-mêmes en quarantaine (septembre 1665-octobre 1666) pour protéger les villages voisins.  De ce fait même, Eyam est devenu un exemple d'héroïsme et un site touristique en tant que « village de la peste ».
Dans la campagne anglaise, on peut trouver des « églises de peste » isolées. Elles marquent la situation d'anciens villages frappés de peste, dont la population a disparu ou s'est déplacée.

#### En France
Probablement venue d'Amsterdam, la peste de Londres revient sur le continent. La France du nord est d'abord épargnée grâce à l'application de mesures rigoureuses prises par le parlement de Rouen et le parlement de Paris. Mais en novembre 1667, la peste est à Lille et à Cambrai. Au printemps et à l'été 1668, la peste se propage à Amiens, Laon, Beauvais, Reims, Le Havre, Dieppe et leurs campagnes environnantes. 
La peste reste cantonnée dans le nord par un cordon sanitaire, qui sauve Paris,. La lutte contre l'épidémie est dirigée par le ministre Jean-Baptiste Colbert (1619-1683). Colbert ne se contente pas de remettre en vigueur des règlements, il veille personnellement à leur stricte application par les intendants sous ses ordres, malgré les plaintes de toute part d'entraves à l'activité économique. La peste recule à l'automne-hiver 1668, et après quelques alertes au printemps-été 1669, elle disparaît totalement au début de 1670. 
Cette politique active, menée lors de la peste de Londres de 1665, sera confirmée lors de la peste de Marseille de 1720. Les deux évènements marquent le passage à une gestion des épidémies au niveau d'une nation (pouvoir central) et non plus à celui d'une ville ou d'un parlement régional.

### Conséquences démographiques

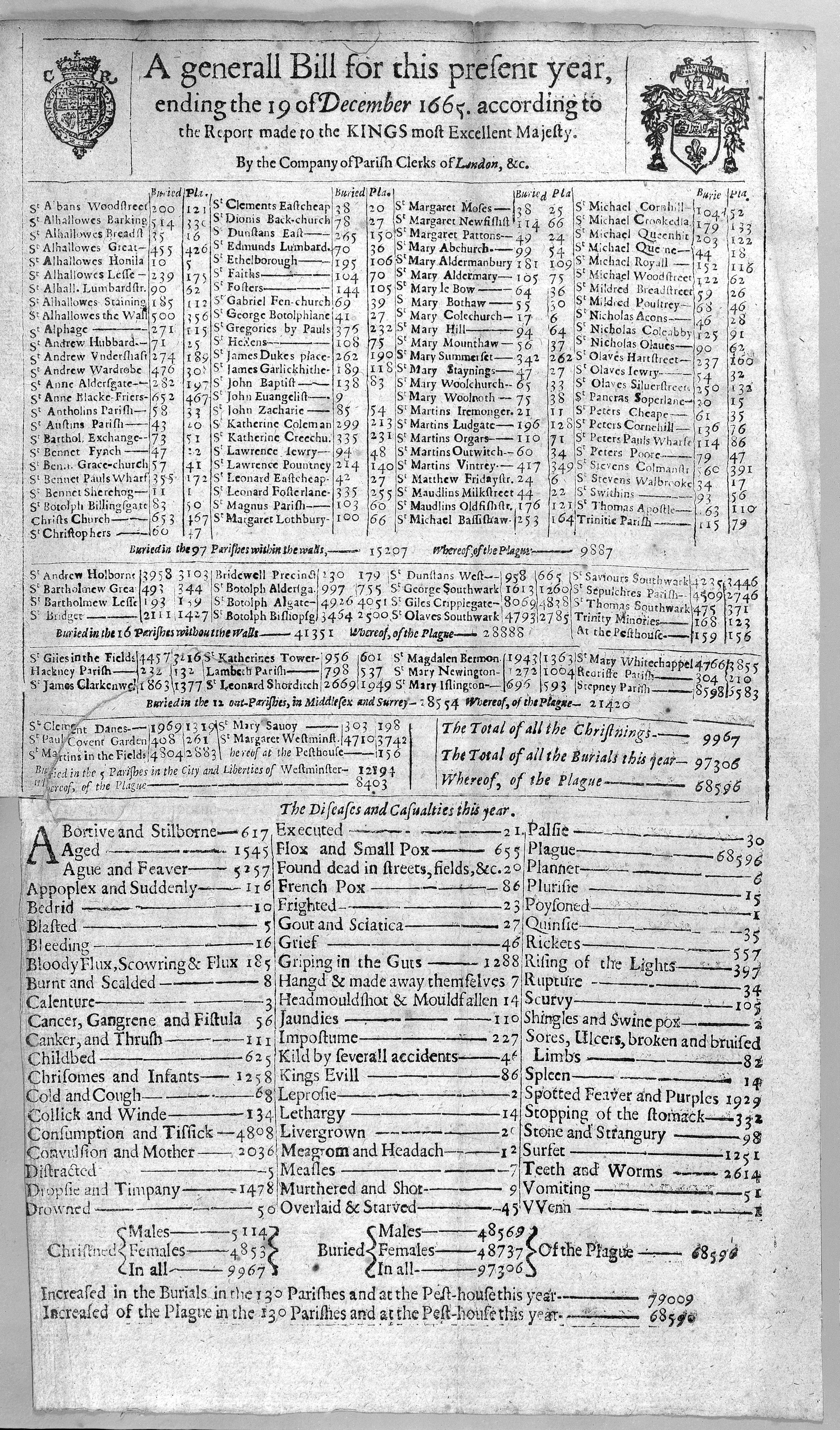
Bills of mortality de l'année 1665, indiquant 68 596 morts de peste.

Le plus grand impact de la peste reste le nombre de victimes. En 1650, la population de l’Angleterre était d’environ 5,25 millions d’habitants ; elle est tombée à environ 4,9 millions en 1680, pour atteindre un peu plus de 5 millions en 1700. 
Pour pouvoir juger de la gravité d’une épidémie, il faut d’abord connaître la taille de la population dans laquelle elle s’est produite. Il n’existe aucun recensement officiel de la population pour fournir ce chiffre. Cependant les historiens estiment que la population de Londres était de l'ordre de 200 000 habitants en 1600, 375 000 en 1650, et d'environ 400 000 lors de la peste de 1665,
Les données de l'époque (Bills of mortality) indiquent exactement 68 956 décès par peste pour l'année 1665. Selon les historiens, les pertes totales (1665-1666) ont dû être de 75 000 à 80 000 ou 100 000 victimes, compte tenu d'une sous-notification (par exemple absence de signalement des non-anglicans ou des enfants en bas âge).
En chiffres absolus, la grande peste de Londres mérite son nom : c'est la dernière et la plus grande peste d'Angleterre. Toutefois, en pourcentage par rapport à la population (de 15 à 20 % de décès selon les historiens), elle est « relativement bénigne » par rapport aux pertes (40 à 50 %) subies par d'autres villes au milieu du XVIIe siècle comme celle de Barcelone (1651-1653) ou la Grande peste de Naples (1656) et de Gênes (1657) ,.
Cependant la population de Londres retrouve rapidement son niveau de population par déplacement de population rurale, et continue sa croissance avec près de 490 000 habitants en 1700. 
Selon Biraben, il ne manque pas d'exemples, aux XVIIe et XVIIIe siècles, où de grandes villes durement frappées par une violente épidémie de peste retrouvent rapidement leur population et leur commerce en quelques années. Après Londres, ce sera le cas de Marseille (1720) et de Moscou (1770). La peste a moins d'influence sur la démographie des grandes villes, à cause de l'importance croissante du commerce international. 
En revanche, sur la même période, les petites villes subissent des conséquences durables en raison de leur moindre importance économique, et des petits villages peuvent disparaître après une grave épidémie (villages longtemps abandonnés, plutôt que morts).

### Dimensions socio-politiques

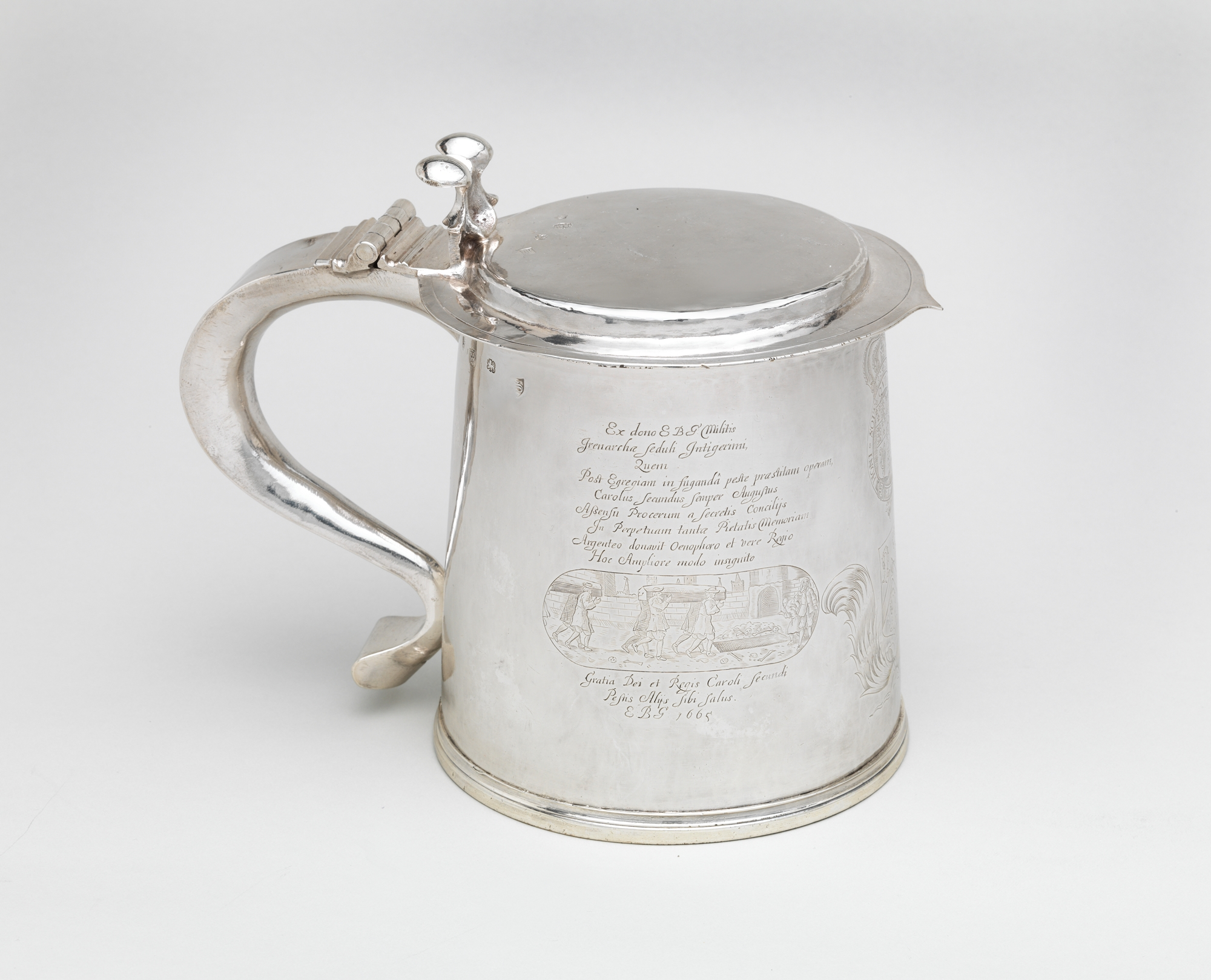
Chope en argent gravé (1675), décorée d'une scène de peste. De telles pièces d'argenterie ont été offertes par Charles II à ceux qui, comme Samuel Pepys, sont restés à Londres pour servir.

Durant le XVIIe siècle, et depuis 1603, Londres publie de manière irrégulière des Bills of mortality (bilan hebdomadaire des causes de décès, détaillées par paroisses), notamment à l'occasion d'épidémies de peste. Cette parution suscite en retour une vaste « littérature de peste » prenant la forme d'un libre débat public (parfois anonyme, ou sous initiales) sur la peste, d'un point de vue savant, politique, moral ou religieux. D'autant plus qu'après la première révolution anglaise, la monarchie restaurée en 1660 n'a plus les moyens d'imposer une censure efficace. Ce serait un premier modèle « d'information du grand public » en continu, les autorités de Londres estimant qu'une population informée était mieux capable d'affronter une épidémie, même de grande ampleur.
La meilleure analyse contemporaine des décès lors des épidémies de Londres au XVIIe siècle provient des travaux de John Graunt (1620-1674) publiés en 1662 sous le titre Natural and Political Observations of the Bills of Mortality. Graunt démontre, de façon quantitative, que les épidémies de peste à Londres dépendent de fluctuations environnementales telles que le trafic fluvial et maritime et l'arrivée de personnes venant de régions où la peste sévit.
Par coïncidence, cette publication précède de peu la grande peste de 1665.  Ces travaux, qui utilisent les données des Bills of mortality, marquent l'émergence d'une science épidémiologique, pensée en termes modernes de politique de santé. Ils auront peu d'influence immédiate sur les pratiques médicales ou sur les croyances en un déterminisme astrologique de la peste, mais ils conduiront les autorités anglaises à prendre des mesures plus rigoureuses de contrôle sanitaires et de santé publique.
En décembre 1665, John Graunt publie une compilation de données sous le titre London's dreadful visitation, or, A collection of all the bills of mortality for this present year. Graunt pense que savoir c'est pouvoir, et qu'un État mieux informé peut créer de meilleures conditions pour tous.

## Disparition de la peste
Londres 1665 fait partie des grandes épidémies de peste qui terminent, pour un pays donné, la deuxième pandémie de peste en Europe (qui a débuté en 1348). Les dernières  grandes épidémies européennes (en dizaines de milliers de victimes) qui suivent sont celles de Vienne 1679 et 1712, de 1703 en Prusse, Marseille 1720, de 1737 en Ukraine, Messine 1743, et la dernière à Moscou (1770-1771),.
De façon générale, la fin des grandes épidémies de peste en Europe reste mal expliquée. Si les hypothèses sont nombreuses, aucune explication simple et unique ne fait l'unanimité. Elles se classent en deux grandes catégories : facteurs naturels et biologiques (modifications climatiques, bactériologiques, des vecteurs ou des hôtes...) et facteurs humains (mesures de lutte, échanges commerciaux, hygiène et comportements...).
Il est de même en ce qui concerne plus particulièrement la Grande-Bretagne et la grande peste de Londres. Parmi les explications proposées :

### Grand incendie de Londres

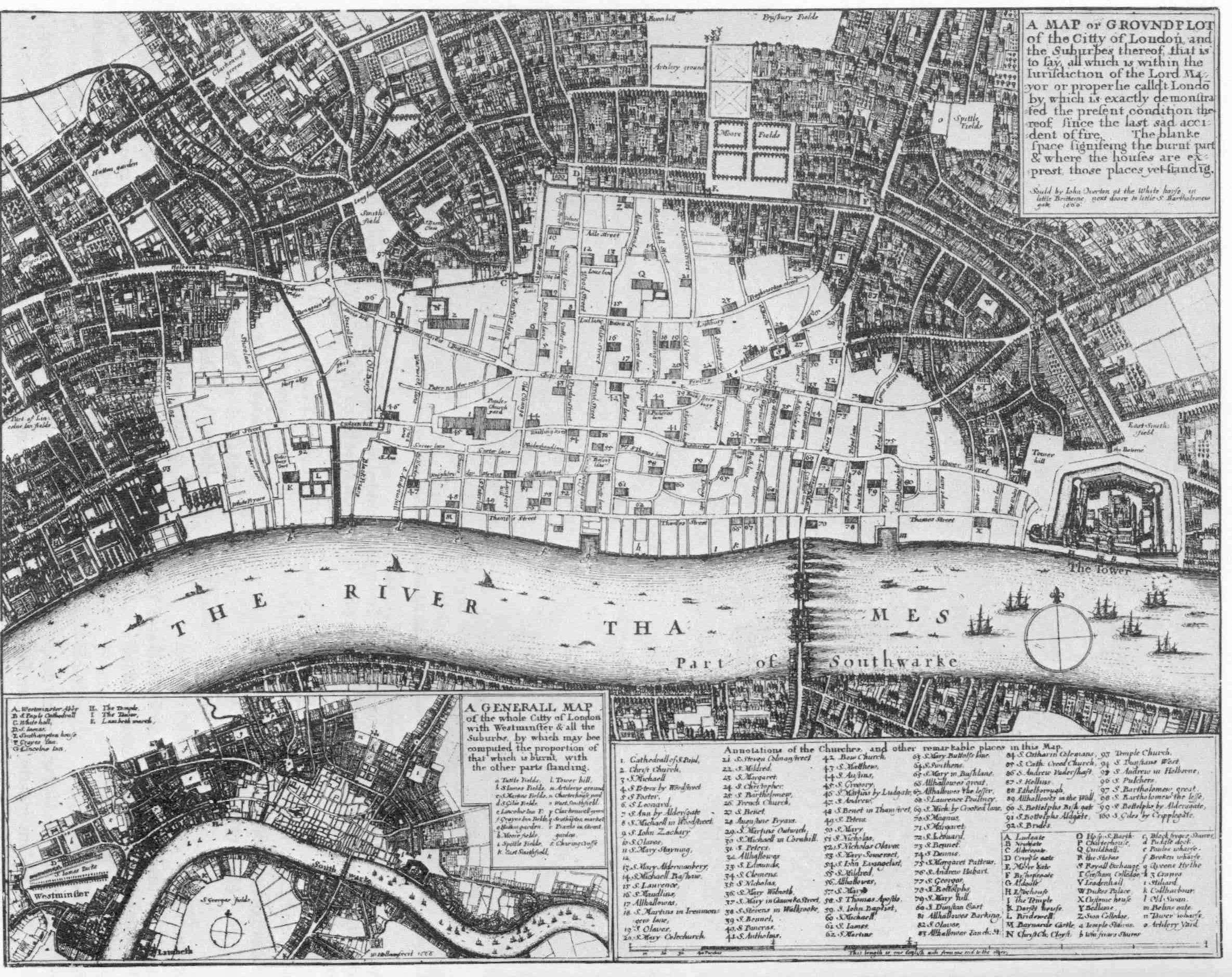
Carte de Londres indiquant l'étendue des destructions après l'incendie de 1666.

Le grand incendie de Londres de septembre 1666 aurait aidé à l'éradication de la peste en brûlant les rats et les bactéries responsables de la maladie et de sa propagation en ville. Lors de la reconstruction qui s'ensuit, des normes strictes sont imposées pour améliorer l'hygiène générale. La capitale de l'Angleterre est reconstruite après la promulgation de la loi de 1666 sur la reconstruction de Londres par le Parlement. Pour éviter de pareils drames à l'avenir, les bâtiments sont reconstruits en briques et en pierre, les bâtiments en bois sont rasés, des trottoirs sont créés et la ville est ainsi rajeunie.
Cette hypothèse a été critiquée sur le fait que l'incendie a détruit le centre de la ville (les quartiers les plus aisés) en épargnant les quartiers périphériques les plus pauvres. Ces quartiers n'ont pas été rénovés, et sont restés tels qu'ils étaient, mais sans épidémie de peste. De la même façon, à Naples après 1656, la peste n'est plus revenue malgré la persistance de bas-quartiers longtemps connus pour leur misère.

### Autres explications
Quelques auteurs ont invoqué l'influence de facteurs climatiques ou astronomiques, tels que le petit âge glaciaire et le minimum de Maunder, qui auraient affecté le comportement des puces et des rats en Europe. Le caractère terminal de la peste de Londres 1665 pour l'Europe du Nord, et pour la peste de Marseille 1720 pour l'Europe du Sud, s'expliquerait dans ce cadre. Cependant, il n'a pas été retrouvé de liens entre l'activité solaire et les épidémies de pestes, et les influences climatiques ne sont acceptées que de façon occasionnelle et localisée.
Les hypothèses de modifications biologiques (comme la mutation de Yersinia pestis en une forme moins virulente) ne sont généralement pas acceptées comme explication locale, soit par manque d'indices, soit parce qu'elles n'expliquent pas ou mal les différences chronologiques entre divers pays.
D'autres auteurs mettent en avant des actions humaines. Les mesures de contrôle du trafic commercial et les quarantaines auraient freiné les réimportations de peste. Ce qui explique au mieux les décalages observés selon les pays (nord-sud, et occident-orient). De plus, le commerce londonien se développe vers l'Atlantique et au-delà, plutôt que vers la Méditerranée,. 
Le rôle d'une meilleure nutrition, d'une amélioration du commerce régional limitant les famines et les disettes, reste discuté, car la peste est suffisamment forte par elle-même pour n'avoir pas besoin de sujets dénutris. 
Les hypothèses hygiénistes indiquent des nouveautés, telles que l'utilisation du savon pour le corps et les vêtements, et l'habitude de se déshabiller pour dormir, ce qui réduit les populations de puces et de poux dans les vêtements.
Une dernière hypothèse propose la production bon marché et la commercialisation, à la fin du XVIIe siècle, de l'arsenic largement utilisé pour la destruction des rongeurs consommateurs de grains,.

## Agent pathogène
En 2015, une fosse commune de la peste de 1665 a été découverte à l'occasion de travaux effectués pour une nouvelle station du métro de Londres. Des analyses de l'ADN prélevé sur la pulpe dentaire de cinq victimes de l'épidémie indiquent que la bactérie responsable était bien Yersinia pestis.